# 米田博美
米田 博美（よねだ ひろみ、2004年10月2日 - ）は、奈良県出身の女子サッカー選手。セレッソ大阪ヤンマーレディース所属。ポジションはディフェンダー。セレッソ大阪堺レディース（現セレッソ大阪ヤンマーレディース）8期生。

## 来歴

### ジュニア
小学２年から奈良クラブジュニアに入団。
５年生時、日刊スポーツ杯第22回関西小学生サッカー大会奈良大会にて3位に入賞。チーム史上初の関西大会「2016フジパンCUP」に出場。

### ユース
入団セレクションに合格し、中学生からセレッソ大阪堺アカデミーに入団。

### シニア
2023年2月、セレッソ大阪堺ガールズからセレッソ大阪ヤンマーレディースに昇格した。

### 代表
U-20日本女子代表において、2024 FIFA U-20女子ワールドカップでは、チームメイトの白垣うの、和田麻希と共に選出された。準々決勝で前回優勝国のスペイン戦で決勝点を決め1-0の勝利に貢献した。

## 個人成績

### クラブ
| 国内大会個人成績 | 国内大会個人成績               | 国内大会個人成績 | 国内大会個人成績 | 国内大会個人成績 | 国内大会個人成績 | 国内大会個人成績 | 国内大会個人成績 | 国内大会個人成績 | 国内大会個人成績 | 国内大会個人成績 | 国内大会個人成績 |
| 年度             | クラブ                         | 背番号           | リーグ           | リーグ戦         | リーグ戦         | リーグ杯         | リーグ杯         | オープン杯       | オープン杯       | 期間通算         | 期間通算         |
| 年度             | クラブ                         | 背番号           | リーグ           | 出場             | 得点             | 出場             | 得点             | 出場             | 得点             | 出場             | 得点             |
| 日本             | 日本                           | 日本             | 日本             | リーグ戦         | リーグ戦         | リーグ杯         | リーグ杯         | 皇后杯           | 皇后杯           | 期間通算         | 期間通算         |
| ---------------- | ------------------------------ | ---------------- | ---------------- | ---------------- | ---------------- | ---------------- | ---------------- | ---------------- | ---------------- | ---------------- | ---------------- |
| 2019             | セレッソ大阪堺ガールズ         | 43               | チャレンジWEST   | 0                | 0                | -                | -                | -                | -                | 0                | 0                |
| 2020             | セレッソ大阪堺ガールズ         | 38               | チャレンジWEST   | 0                | 0                | -                | -                | -                | -                | 0                | 0                |
| 2021             | セレッソ大阪堺レディース       | 26               | なでしこ1部      | 0                | 0                | -                | -                | -                | -                | 0                | 0                |
| 2022             | セレッソ大阪堺レディース       | 28               | なでしこ1部      | 16               | 1                | -                | -                | 3                | 0                | 19               | 1                |
| 2023-24          | セレッソ大阪ヤンマーレディース | 3                | WE               | 15               | 0                | 3                | 0                | 1                | 0                | 19               | 0                |
| 2024-25          | セレッソ大阪ヤンマーレディース | 3                | WE               |                  |                  | 3                | 0                | 1                | 0                | 4                | 0                |
| 通算             | 日本                           | 日本             | 1部              | 15               | 0                | 6                | 0                | 2                | 0                | 23               | 0                |
| 通算             | 日本                           | 日本             | 2部              | 16               | 1                | 0                | 0                | 3                | 0                | 19               | 1                |
| 通算             | 日本                           | 日本             | 3部              | 0                | 0                | 0                | 0                | 0                | 0                | 0                | 0                |
| 総通算           | 総通算                         | 総通算           | 総通算           | 31               | 1                | 6                | 0                | 5                | 0                | 42               | 1                |

1. ↑  下部組織登録選手[4]
2. ↑  下部組織登録選手[5]
3. ↑  下部組織登録選手[6]

- 日本女子サッカーリーグ
  - 初出場 - 2022年4月10日 なでしこリーグ1部 第4節 ASハリマアルビオン戦 (ウインク陸上競技場)[7]
  - 初得点 - 2022年4月16日 なでしこリーグ1部 第5節 日体大SMG横浜戦 (J-GREEN堺S1メインフィールド)[7]

- WEリーグ
  - 初出場 - 2023年11月23日 第3節 AC長野パルセイロ・レディース戦 (ヨドコウ桜スタジアム)[8]
  - 初得点-2024年12月11日　第５節 三菱重工浦和レッズレディース戦(浦和駒場スタジアム)

### 代表

#### 主な出場歴
- U-20日本女子代表
  - 2024年 - AFC U20女子アジアカップ
  - 2024年 - FIFA U-20女子ワールドカップ

## タイトル

### クラブ
- セレッソ大阪堺ガールズ / セレッソ大阪ヤンマーガールズ
  - JFA 全日本U-18女子サッカー選手権大会：1回（2021）
  - 日本クラブユース女子サッカー大会 (U-18)：1回（2022）

- セレッソ大阪堺アカデミー
  - U-15なでしこアカデミーカップ: 1回 (2018)